# Pièce commémorative de 1 dollar américain Robert F. Kennedy
La pièce commémorative de 1 dollar américain Robert F. Kennedy est une pièce commémorative non circulante émise par la Monnaie des États-Unis en 1998 et frappée par la Monnaie de San Francisco. Elle est autorisée par la loi 103-328 du 29 septembre 1994, qui prévoit l'émission d'une pièce en l'honneur de Robert F. Kennedy (1925-1968), pour commémorer le 30e anniversaire de son assassinat à Los Angeles, en Californie.

## Contexte
Le 5 juin 1968, Robert F. Kennedy est abattu par Sirhan Sirhan à l'Ambassador Hotel de Los Angeles, en Californie, et est déclaré mort le lendemain.
Kennedy, sénateur des États-Unis et candidat aux primaires présidentielles du Parti démocrate en 1968, remporte les primaires de Californie et du Dakota du Sud le 4 juin,. Il s'adresse à ses partisans de campagne dans la salle de bal de l'Ambassador Hotel. Après avoir quitté le podium et emprunté un couloir de la cuisine, il est mortellement blessé par plusieurs tirs de Sirhan. Kennedy décède près de 25 heures plus tard à l'hôpital Good Samaritan. Son corps est inhumé au cimetière national d'Arlington.

## Législation
La section 206 de la loi publique 103-328, promulguée le 29 septembre 1994, autorise la production de la pièce de 1 dollar en argent Robert F. Kennedy afin de commémorer la vie et l'œuvre de Kennedy, ancien procureur général des États-Unis et sénateur de l'État de New York. La loi permet que les pièces soient frappées à la fois en finition brillant universel et en belle épreuve.

## Dessin

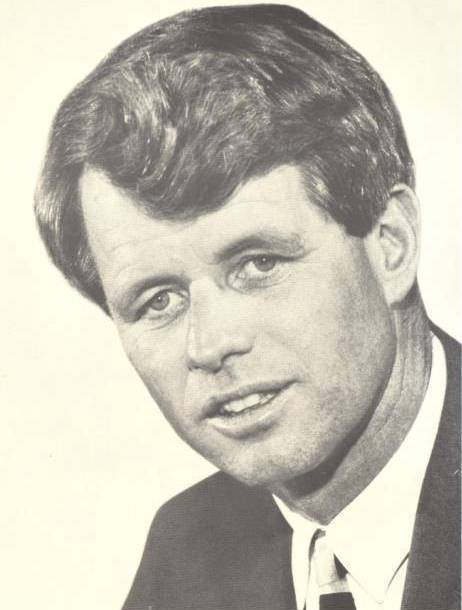
Robert F. Kennedy en 1968.

Sur l'avers de la pièce, conçu et gravé par Thomas D. Rogers, on trouve un buste en face du personnage commémoré, Robert F. Kennedy. La légende principale correspond à son nom, ROBERT F. KENNEDY, et est complétée par les devises IN GOD WE TRUST et LIBERTY, traditionnelles des pièces de monnaie américaines, ainsi que la date d'emisssion, 1998,.
Le revers, conçu par Jim Peed et gravé par Thomas D. Rogers, reproduit les sceaux superposés du Département de la Justice et du Sénat des États-Unis, les deux institutions auxquelles Robert F. Kennedy a appartenu. En plus du mot JUSTICE, les légendes du revers font référence au nom du pays, UNITED STATES OF AMERICA et à la valeur faciale de la pièce, ONE DOLLAR,.

## Production et vente
La loi autorisant l'émission de la pièce commémorative prévoyait une émission maximale de 500 000 exemplaires. Elle est produite à la Monnaie de San Francisco, tant en version brillant universel qu'en finition belle épreuve et mise en circulation pour être acquise par la population du 2 janvier au 31 décembre 1998,.
Sa production s'élève à 106 422 pièces dans sa version brillant universel et à 99 020 en finition belle épreuve, ce qui totalise 205 442 exemplaires.
Ce dollar commémoratif est disponible à la vente au prix de 32 dollars en version brillant universel et 37 dollars en version belle épreuve. Conformément à la loi autorisant la pièce, les bénéfices tirés de sa vente sont destinés à l'organisation à but non lucratif Robert F. Kennedy Memorial, basée à Washington,.